# Serious Moonlight Tour

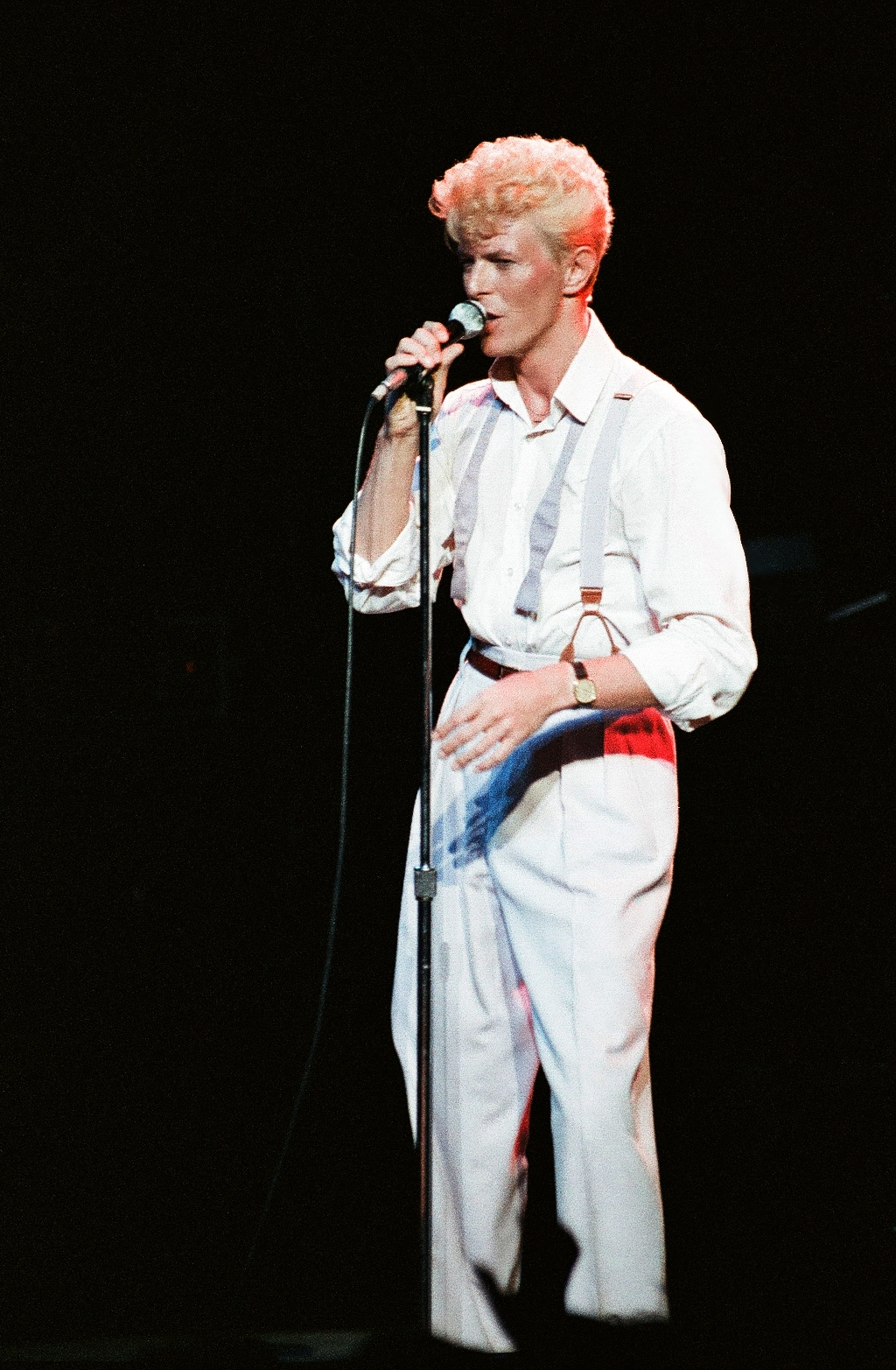
David Bowie on stage during the 1983 Serious Moonlight Tour

A Serious Moonlight Tour foi uma turnê do músico britânico David Bowie. Ocorreu de 18 de maio a 8 de dezembro de 1983, sendo realizada para promover o álbum Let's Dance.